# Rubiá
Ne doit pas être confondu avec Rubia.
Rubiá est une commune de la province d'Ourense en Espagne située dans la communauté autonome de Galice.